# Zemsta Południa
Zemsta Południa (tytuł oryg. 2001 Maniacs: Field of Screams) − amerykański film fabularny z 2010 roku, napisany i wyreżyserowany przez Tima Sullivana. Obraz stanowi hybrydę horroru gore i czarnej komedii oraz jest sequelem filmu 2001 Maniacs (2005), także w reżyserii Sullivana. W rolach głównych wystąpili Bill Moseley, Lin Shaye i Trevor Wright. Premiera filmu nastąpiła w lutym 2010 podczas gali Glasgow Fright Fest w Szkocji. W tym samym roku projekt został wprowadzony do dystrybucji w obiegu DVD/Blu-ray. Spotkał się też z limitowaną dystrybucją kinową.

## Opis fabuły
Duchy osadników pomordowanych w trakcie wojny secesyjnej w Georgii ruszają w kierunku stanu Iowa. Trafiają na ekipę telewizyjną, która zgubiła się na odludziu. Producent popularnego reality show, który właśnie pracuje nad kolejnym sezonem programu, daje wędrowcom angaż. Nikt z członków ekipy realizacyjnej nie zdaje sobie sprawy, że wpadł w pułapkę bez wyjścia i wkrótce zginie gwałtowną śmiercią. Wśród zagrożonych znajdują się między innymi: operator-emigrant z Meksyku, jego czarnoskóra dziewczyna, reżyser, dwie niezbyt bystre celebrytki oraz ich partnerzy − początkujący muzyk i skryty gej.

## Obsada
- Bill Moseley − burmistrz George W. Buckman
- Lin Shaye − Babcia Boone
- Andrea Leon − Val Turner
- Trevor Wright − Falcon
- Alex Luria − Jesus
- Katy Marie Johnson − Rome Sheraton
- Asa Hope − Tina Sheraton
- Christopher McDaniel − Rufus
- Jordan Yale Levine − K-Jay
- Ryan Fleming − Hucklebilly Boone
- Nivek Ogre − Harper Alexander
- Larayia Gaston − Black Cherry
- Christa Campbell − Milk Maiden
- Ahmed Best − Crow
- Miles Dougal − Jerry Schmit
- Kathryn Le − China Rose
- Alana Curry − Bristol Bush
- Adam Robitel − Lester